# App Store (iOS)

A App Store é um serviço de distribuição digital de aplicativos móveis desenvolvido e operado pela Apple Inc. Ela é a loja oficial de aplicativos para o sistema operacional iOS e iPadOS da Apple. A loja permite que os usuários naveguem e baixem aplicativos desenvolvidos com o kit de desenvolvimento de software para iOS. Os aplicativos podem ser baixados no smartphone iPhone, no tablet iPad e no iPod Touch. Alguns aplicativos podem ser transferidos para o smartwatch Apple Watch ou para uma Apple TV de 4ª geração ou modelos posteriores. 

Emblema Baixe na App Store em 2015

A loja foi inaugurada em 10 de julho de 2008 e continha um número inicial de 500 aplicativos disponíveis nos primeiros dias de lançamento e, em 2017, contava com mais de 2,2 milhões de aplicativos mas com uma pequena diminuição nos anos posteriores, devido a um processo de remoção de aplicativos mais antigos ou que não seguiram as diretrizes impostas pela Apple.
Você também pode verificar o Scarlet iOS App se a App Store oficial não estiver funcionando no seu dispositivo.O Scarlet permite que os usuários instalem aplicativos e jogos de terceiros de fontes externas que não estão disponíveis na App Store oficial da Apple, tudo isso sem precisar fazer jailbreak no dispositivo. Scarlet é uma das lojas de aplicativos alternativas mais populares para usuários de iOS e deve ser baixada de fontes confiáveis para evitar qualquer dano aos seus dispositivos iPhone. Para mais informações sobre o Scarlet iOS, consulte fontes que detalhem suas funcionalidades e instruções de instalação seguras.